# Người Canada gốc Séc
Người Canada gốc Séc là công dân Canada có tổ tiên là người Séc hoặc những người sinh ra tại Séc cư trú tại Canada. Họ thường được gọi là những người Canada gốc Bohemia cho đến cuối thế kỷ 19. Theo Điều tra dân số Canada năm 2006, có 98.090 người Canada là người gốc Séc hoàn toàn hoặc một phần.

## Số người Canada gốc Séc và Tiệp Khắc
Dữ liệu được lấy từ Thống kê dân số Canada, 2016.
|                          | Tỷ lệ |
| ------------------------ | ----- |
| Canada— Tổng cộng        | 0,4%  |
| Newfoundland và Labrador | 0,0%  |
| Đảo Hoàng tử Edward      | 0,0%  |
| Nova Scotia              | 0,2%  |
| New Brunswick            | 0,1%  |
| Québec                   | 0,1%  |
| Ontario                  | 0,4%  |
| Manitoba                 | 0,5%  |
| Saskatchewan             | 0,7%  |
| Alberta                  | 0,8%  |
| British Columbia         | 0,7%  |
| Yukon                    | 0,6%  |
| Các Lãnh thổ Tây Bắc     | 0,3%  |
| Nunavut                  | 0,0%  |

## Nhân vật nổi tiếng
- Karla Homolka - sát nhân giết người hàng loạt
- Vasek Pospisil - người chơi quần vợt
- Jenna Talackova - người mẫu, nhân vật truyền hình
- Otto Jelinek - doanh nhân, cựu vận động viên trượt băng nghệ thuật, chính trị gia
- Thomas J. Bata - doanh nhân, "Thợ đóng giày đi khắp thế giới"
- Josef Škvorecký - nhà văn, nhà xuất bản
- Ivan Reitman - giám đốc
- David Nykl - nam diễn viên
- Vaclav Smil - nhà khoa học và nhà phân tích chính sách
- Karina Gould - chính trị gia